# Bathymaster leurolepis
Bathymaster leurolepis és una espècie de peix de la família dels batimastèrids i de l'ordre dels perciformes.

## Descripció
- El cos, allargat i comprimit lateralment, fa 21 cm de llargària màxima.
- Cap amb molts porus sensorials.
- Els maxil·lars s'estenen aproximadament fins a l'àrea immediatament per sota de la meitat dels ulls.
- 2 espines i 41-45 radis tous a l'aleta dorsal i 1-2 espines i 29-34 radis tous a l'anal.
- Aletes pèlviques en posició toràcica, sense escates i amb 1 espina i 5 radis tous.
- Aletes pectorals grans, les quals s'estenen més enllà de l'anus.
- La longitud de l'àrea amb escates de l'aleta caudal és menor que la meitat de la seua llargada sencera.
- Peduncle caudal llarg.[8][9][10]

## Hàbitat i distribució geogràfica
És un peix marí, demersal (fins als 80 m de fondària) de clima temperat, el qual viu al Pacífic nord: les zones costaneres de poca fondària des del Japó, fins a les illes Aleutianes, el golf d'Alaska i el sud-est d'Alaska incloent-hi Rússia.

## Observacions
És inofensiu per als humans.